# Xã Harmony, Quận Spink, South Dakota
Xã Harmony (tiếng Anh: Harmony Township) là một xã thuộc quận Spink, tiểu bang Nam Dakota, Hoa Kỳ. Năm 2010, dân số của xã này là 63 người.